# ناحیه الطیال
ناحیهٔ الطیال (به عربی: مدیریة الطیال) یک ناحیه در یمن است که در استان صنعا واقع شده‌است. ناحیهٔ الطیال ۳۶٬۲۵۳ نفر جمعیت دارد.